# فلگ (ایلینوی)
فلگ (به انگلیسی: Flagg) یک منطقهٔ مسکونی در ایالات متحده آمریکا است که در ایلینوی واقع شده‌است. فلگ ۲۳۸٫۰۵ متر بالاتر از سطح دریا واقع شده‌است.